# Eriocrania
Eriocrania  (лат.) — род бабочек из семейства беззубых молей (Eriocraniidae).

## Описание
На передних крыльях четыре R; чешуйки в центральной зоне задних крыльев узкие, волосовидные, либо широкоовальные

## Систематика
В составе рода:
- Eriocrania alpinella Burmann, 1958
- Eriocrania chrysolepidella Zeller, 1851
- Eriocrania cicatricella (Zetterstedt, 1839)
- Eriocrania salopiella (Stainton, 1854)
- Eriocrania sangii (Wood, 1891)
- Eriocrania semipurpurella (Stephens, 1835)
- Eriocrania sparrmannella (Bosc, 1791)
- Eriocrania unimaculella (Zetterstedt, 1839)